# Pneumodermopsis
Pneumodermopsis är ett släkte av snäckor. Pneumodermopsis ingår i familjen Pneumodermatidae.
Kladogram enligt Catalogue of Life:
| Pneumodermopsis | \| \| Pneumodermopsis canephora \| \| \| \| \| \| Pneumodermopsis ciliata \| \| \| \| \| \| Pneumodermopsis macrochira \| \| \| \| \| \| Pneumodermopsis michaelsarsi \| \| \| \| \| \| Pneumodermopsis oligocotyla \| \| \| \| \| \| Pneumodermopsis paucidens \| \| \| \| \| \| Pneumodermopsis pupula \| \| \| \| \| \| Pneumodermopsis teschi \| \| \| \| |
|                 | \| \| Pneumodermopsis canephora \| \| \| \| \| \| Pneumodermopsis ciliata \| \| \| \| \| \| Pneumodermopsis macrochira \| \| \| \| \| \| Pneumodermopsis michaelsarsi \| \| \| \| \| \| Pneumodermopsis oligocotyla \| \| \| \| \| \| Pneumodermopsis paucidens \| \| \| \| \| \| Pneumodermopsis pupula \| \| \| \| \| \| Pneumodermopsis teschi \| \| \| \| |
|                 | Pneumoderma |
|                 | |
|                 | Schizobrachium |
|                 | |
|                 | Spongiobranchaea |
|                 | |
|                 | Spongiobranchea |
|                 | |
|                 | Pneumodermopsis canephora |
|                 | |
|                 | Pneumodermopsis ciliata |
|                 | |
|                 | Pneumodermopsis macrochira |
|                 | |
|                 | Pneumodermopsis michaelsarsi |
|                 | |
|                 | Pneumodermopsis oligocotyla |
|                 | |
|                 | Pneumodermopsis paucidens |
|                 | |
|                 | Pneumodermopsis pupula |
|                 | |
|                 | Pneumodermopsis teschi |
|                 | |

|  | Pneumodermopsis canephora    |
|  |                              |
|  | Pneumodermopsis ciliata      |
|  |                              |
|  | Pneumodermopsis macrochira   |
|  |                              |
|  | Pneumodermopsis michaelsarsi |
|  |                              |
|  | Pneumodermopsis oligocotyla  |
|  |                              |
|  | Pneumodermopsis paucidens    |
|  |                              |
|  | Pneumodermopsis pupula       |
|  |                              |
|  | Pneumodermopsis teschi       |
|  |                              |